# الإسلام في ألمانيا

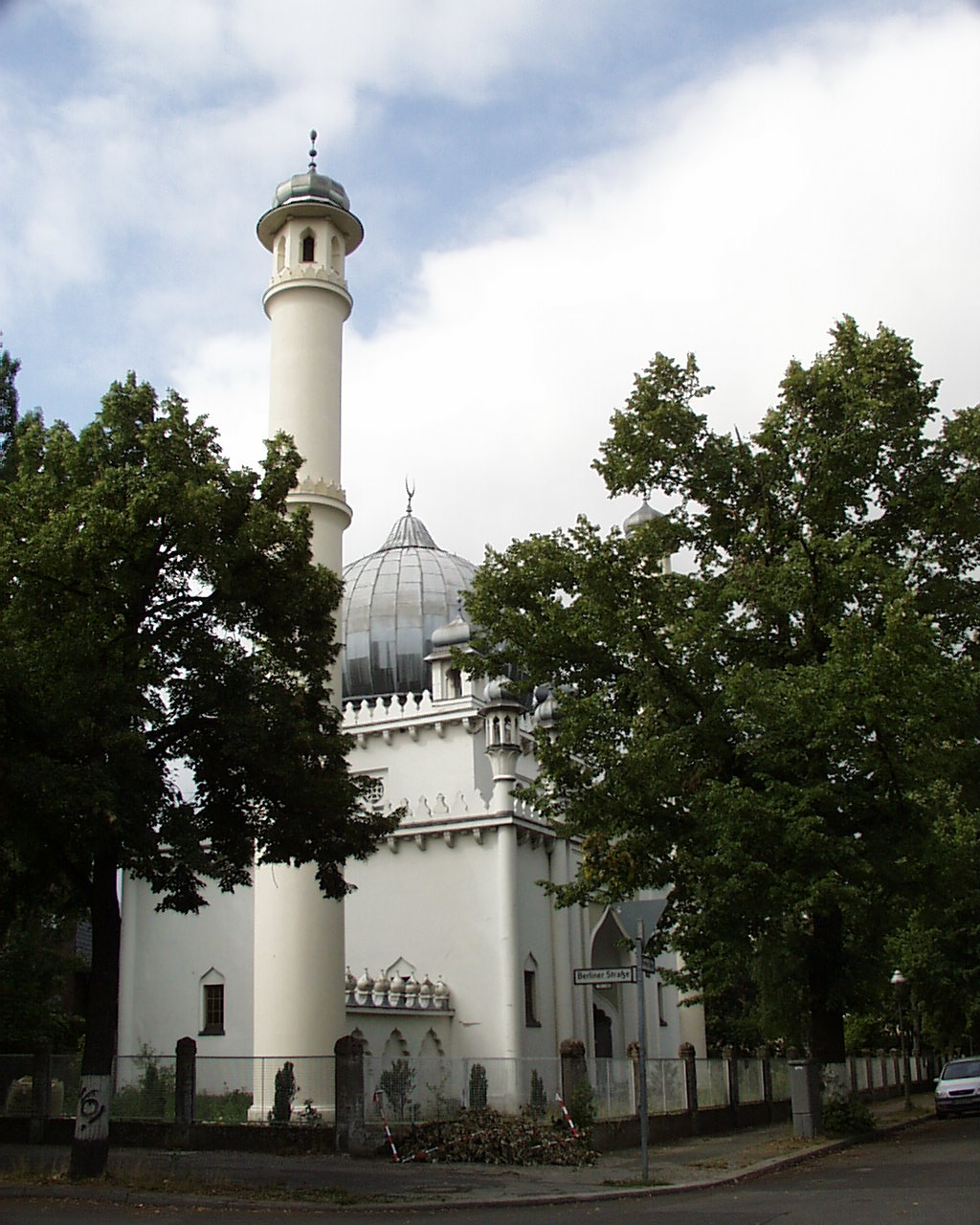
أحد المساجد في ألمانيا

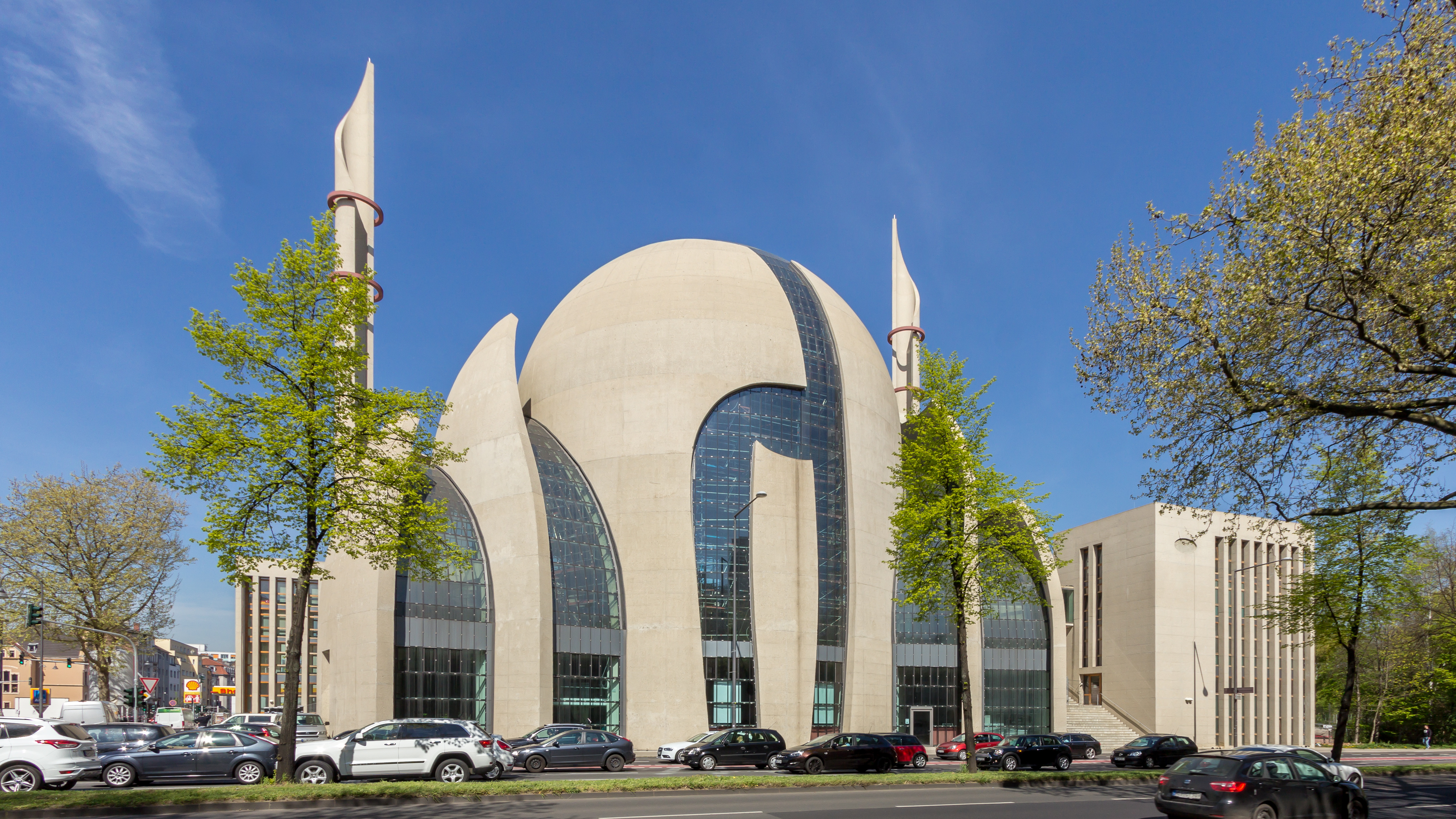
مسجد كولونيا المركزي التابع لرئاسة الشؤون الدينية التركية.

بسبب هجرة العمالة في الستينات ووفود العديد من اللاجئيين السياسيين منذ السبعينات أصبح الإسلام دينًا واضحًا في ألمانيا، ووفقاً للتعداد الوطني الذي أجري في عام 2011م فإن 1.9% من سكان ألمانيا (أي ما يقارب 1.5 مليون شخصًا) أعلنوا أنفسهم كمسلمين، وبالرغم من ذلك فإن هذا الرقم لا يعطي العدد الحقيقي لعدد المسلمين هناك حيث أن العديد ممن تم سؤالهم عن ديانتهم استخدموا حقهم في عدم الإجابة عن السؤال. ووفقاً لتقدير أجري في عام 2015، تبين وجود 4.4-4.7 مليون مسلم في ألمانيا (أي ما يقارب 5.4%-5.7 من السكان)، وبحسب المكتب الإحصائي الألماني فإن 9.1% من المواليد الجدد في ألمانيا لديهم آباء مسلمون في عام 2005. ووفقا لمركز بيو، فقد بلغ عدد المسلمين في ألمانيا نحو 5 ملايين سنة 2016 (6,1% من السكان)، ومن المتوقع أن ترتفع النسبة بحلول 2050 إلى 8.7% على الأقل (في حالة افتراض عدم حدوث أي هجرة لألمانيا)، ويعود ذلك في المقام الأول لأن المسلمين في ألمانيا أصغر بكثير من غير المسلمين - مع معدل أعمار يصل إلى 31 عام بالمقارنة مع الألمان (47 عام) في عام 2016، ولأن النساء المسلمات لديهن عدد أكبر من الأطفال (1.9 في المتوسط) بالمقارنة مع غير المسلمين في ألمانيا (1.4).
وأشارت الدراسة ذاتها إلى أن 45% من أفراد الأقلية المسلمة بالبلاد يحملون الجنسية الألمانية (حوالي 1.9 مليون نسمة) في حين يحتفظ 55% منهم بجنسيات بلدانهم الأصلية. الدراسة تقول أيضاً أن 98% من المسلمين يعيشون في الولايات الغربية وبرلين، في حين يعيش 2% فقط في الولايات الشرقية. وأشارت إلى أن القسم الأكبر من المسلمين يتركزون في ولاية شمال الراين التي تستحوذ على أكثر من ثلثهم.
وتشير أرقام حكومية سابقة صادرة عام 2007 إلى أن عدد المسلمين في ألمانيا نحو 3.4 مليون مسلم من أصل العدد الإجمالي لسكان ألمانيا والبالغ نحو 82 مليون نسمة (أي نحو 4.1% من السكان). وبذلك يعتبر المسلمون في ألمانيا أكبر الأقليات الدينية بعد المسيحيين (حيث أن البروتستانت والكاثوليك هم الأكثرية). أكثر من نصف مسلمي ألمانيا هم من المواطنين الأتراك، حيث يوجد في ألمانيا نحو 1.8 مليون شخص ينحدرون من تركيا. كما توضح بيانات الأجانب أن الجماعات الأخرى الكبرى من المسلمين هم من البوسنة (نحو 160 ألفًا) والمغاربة (نحو 70 ألفًا) ومن إيران (نحو 60 ألفًا) ومن أفغانستان (نحو 55 ألفًا). وبشكل عام فإن 90% من مسلمي ألمانيا ينحدرون من أصول غير عربية.
ويوجد تباين واضح في تقديرات أعداد الألمان (المواطنين) المسلمين. فبعض الأرقام تعطي تقديرات في حدود المليون مسلم يحملون الجنسية الألمانية. وعلى أي حال فإن معظم هؤلاء المواطنين هم مواطنون بالتجنيس وليسوا منحدرين من أصول ألمانية. وتشهد ألمانيا في السنوات الأخيرة تزايدًا ملحوظ في الإقبال على اعتناق الإسلام من قبل المواطنين الألمان، حيث تشير بعض التقديرات إلى أن عدد المسلمين الجدد من أصول ألمانية هو في حدود 100 ألف (أو 215 ألف وفقا لحليم إدريس)، ووفقاً لموقع صحيفة يديعوت أحرونوت بلغ عدد المتحولين الألمان إلى الإسلام نحو 5000 شخص في الفترة بين يوليو 2004 ويونيو 2005 فقط.
ويتركز المسلمون في المدن الصناعية الكبرى الواقعة في ما كان يعرف بألمانيا الغربية وفي مدينة برلين والتي يوجد بها وحدها نحو 220 ألف مسلم. ومع ذلك فإن في ألمانيا (وكذلك الأجزاء الألمانية من سويسرا والنمسا) وعلى خلاف معظم الدول الأوروبية الأخرى يوجد بها أعداد كبيرة من المسلمين في المناطق الريفية من البلاد.
وقد برزت المخاوف من انتشار التطرف في أوساط المسلمين في ألمانيا خاصةً بعد أحداث سبتمبر في الولايات المتحدة وبعد تعرض مدريد ولندن لضربات تنظيم القاعدة، خاصةً بعد الأخذ بعين الاعتبار أن منفذي أحداث سبتمبر قد جاؤوا من ألمانيا فيما يعرف بخلية هامبورغ.
وقد استقر المسلمون في ألمانيا بأعداد كبيرة على وجه الخصوص في ستينات القرن العشرين عندما استعانت ألمانيا بالعمالة التركية للمساهمة في إعادة بناء ألمانيا في حقبة ما بعد الحرب العالمية الثانية. كما قدم الكثير من المسلمين إلى ألمانيا في السبعينات على شكل موجات من اللاجئين السياسيين. ومع ذلك فإن بداية احتكاك ألمانيا بالإسلام والمسلمين يعود إلى قرون سابقة.
معظم مسلمي ألمانيا هم من السنة حيث يقدرون بنحو 2.5 مليون شخص. كما يوجد نحو 500 ألف من أبناء الطائفة العلوية معظمهم من تركيا - بعض المسلمين لا يعتبرون العلويين من المسلمين -، وهناك نحو 200 ألف من الشيعة في ألمانيا معظمهم من لبنان.
وتشير التقديرات الرسمية إلى وجود 2500 مصلى في ألمانيا الكثير منها هي عبارة عن مجرد غرفة لأداء الصلاة. ويوجد في ألمانيا فعليًا 147 مسجد حاليًا.
اعلن المكتبُ الاتحادي للهجرة في ألمانيا عن ارتفاع ملحوظ في أعداد المسلمين في ألمانيا مقارنةً بأعداد السنوات الماضية، من خلال دراسة أجراها المكتب، وسجَّلت الدراسة وجود حوالي 5,6 مليون مسلم في ألمانيا وجاءت الدراسة بتكليف من مؤتمر الإسلام في ألمانيا؛ حيث أوصى المؤتمر بتنفيذ دراسة حديثة تُبرز أعداد المسلمين في ألمانيا تحت عنوان: "حياة المسلمين في ألمانيا 2020".

## الإسلام والمسلمون في الحياة الثقافية الألمانية
- فريدريك روكرت أول من ترجم معاني القرآن إلى اللغة الألمانية
- أنيماري شيمل المختصة في الصوفية والشؤون الإيرانية والتي اعتنقت الإسلام أواخر حياتها.

ألمانيا من دول أوروبا الوسطى، تطل على بحر البلطيق، ولها جبهة بحرية على بحر الشمال، تحدها بولندا من الشرق وتشيكوسلوفاكيا من الجنوب الشرقي والنمسا وسويسرا من الجنوب، وتشترك حدودها الغربية مع كل من هولندا وبلجيكا وفرنسا وتشترك حدودها الشمالية مع الدنمارك.

## وصول الإسلام إلى ألمانيا
كان أول اتصال الألمان بالعالم الإسلامي أيام الحروب الصليبية، فلقد اشترك الألمان في هذه الحروب وكان هناك اتصال دبلوماسي بين ملوك الأندلس والألمان، ودرس (مارتن لوثر) القرآن برغم التراجم المحرفة وتأثر (غوته) بتعاليم الإسلام، وبدأ الاستشراق بما بذله (يعقوب كريستمان) من تعلم اللغة العربية وألف كتباً فيها وافتتح كرسي لها في جامعة هيدلبرج في سنة (999 هـ - 1590م) وازداد عدد المستشرقين
ولم تجتمع الجماهير الألمانية بالجماهير المسلمة إلا إبان الحرب العالمية الأولى عندما تحالف الألمان مع الأتراك العثمانيين وتغيرت فكرة الألمان عن الإسلام، وفي نهاية الحرب العالمية الأولى أطلق سراح بعض الأسرى المسلمين ففضل الكثير منهم العيش في ألمانيا، كما توافد على ألمانيا عدد من التجار والعمال المسلمين، وأخد عدد قليل من الألمان يعتنقون الإسلام.
وبعد الحرب العالمية الثانية قدمت من شرق أوروبا موجة من اللاجئين المسلمين وهرب جنود مسلمين من الجيش السوفيتي إلى ألمانيا، كما هاجر العديد من الأتراك من الاتحاد السوفيتي إلى ألمانيا الغربية، وهاجر إلى ألمانيا العمال الأتراك والمغاربة واليوغسلاف، هذا بالإضافة إلى عدد كبير من الطلاب المسلمين الذين يدرسون في الجامعات الألمانية، ويقدر عدد المسلمين في ألمانيا أكثر من 3 ملايين مسلم. وينتشر المسلمين بالمناطق الصناعية وفي منطقة برلين، وأخن، وهانوفر، وفرانكفورت، وميونخ، ونورنبرغ، وهامبورغ، ويشكل عدد المسلمين 3% من سكان ألمانيا.

## الهيئات والمؤسسات الإسلامية والمساجد
يوجد في ألمانيا حوالي 400 هيئة ومؤسسة إسلامية، وعشرات من المراكز الإسلامية، التي توجد في معظم الدول الألمانية التي تهدف إلى توثيق الأخوة الإسلامية وتزويد المسلمين بالكتب الإسلامية، وفتح المدارس الإسلامية، وترجمة أمهات الكتب الإسلامية إلى الألمانية وإصدار الدوريات الإسلامية والحفاظ على الهوية الإسلامية. ويوجد في ألمانيا أكثر من 300 مسجد منتشرة في المدن الألمانية الكبرى.
يوجد الآن 18 مسجدًا رسميًا في ألمانيا تم إنشاؤها في الأصل كمساجد. تقدر المواقع الدينية الإسلامية (مثل المساجد والمواقع الدينية الأخرى) بما يتراوح بين 1000 و 1200. تم هدم معظم هذه المساجد مؤقتًا وتقع في الغالب في أماكن مستأجرة أو مصانع أو مستودعات.

## التدين
صنفت دراسة 86% من أفراد الأقلية المسلمة بين متدينين جداً ومتدينين، في حين اعتبرت أن 13.6% كأصحاب وازع ديني ضعيف أو غير مؤمنين بأي معتقد. بينما على الجانب الآخر، تشير دراسة ألمانية تعود لعام 2016 إلى أن فقط حوالي نصف الأشخاص البالغ عددهم 4.2 مليون نسمة من أصول مسلمة في ألمانيا يصنفون أنفسهم «كمؤمنين».
تشير الدراسات إلى أنه في حين أن المسلمين ليسوا جميعًا متدينين، إلا أن الشباب المسلم أكثر تديناً بشكل ملحوظ من الشباب غير المسلمين. وجدت دراسة تقارن الشبان المسلمين المسلمين الذين يعيشون في ألمانيا والشباب الألماني أن الأول كان أكثر احتمالا لحضور الخدمات الدينية بانتظام (35% مقابل 14% فقط).
قال 41% من الشباب المسلم التركي الألماني و52% من الفتيات إنهم يصلون «أحيانًا أو بشكل منتظم»، 64% من الفتيان و74% من الفتيات قالوا إنهم يريدون تعليم الدين لأطفالهم.

## التعليم
يتلقى المسلمين تعليمهم الإسلامي في بعض المدارس الملحقة بالمساجد أو المراكز الإسلامية أيام العطلات وبلغة الجالية التي شيدت المسجد أو المركز. وهي غير كافية وينقصها التوحيد في البرامج الدراسية. كما توجد أماكن للصلاة في بعض الجامعات الألمانية، وتقام معسكرات صيفية للطلاب المسلمين في ألمانية.
بدأت مناقشة التعليم الديني (الإسلامي) في المدارس الألمانية في سبعينيات القرن الماضي ، بشكل متناسق مع قضايا دروس القرآن وكذلك آثاره الرادعة على اندماج الطلاب الأتراك في البلاد.

## وصلات خارجية
- الإسلام في ألمانيا بين الخوف منه والتخويف به، الجزيرة نت، 16 أكتوبر 2008م
- تزياد القلق من الشباب المسلم في ألمانيا[وصلة مكسورة]، جريدة الأيام الفلسطينية، 3 أيار 2007م
- تقرير إخباري من قناة تلفزة ألمانية يشير إلى اعتناق 4000 ألماني للإسلام العام الماضي على يوتيوب
- الإسلام في ألمانيا (باللغة الألمانية)
- موقع إسلامي ألماني
- السباحة المختلطة تثير مسلمي ألمانيا، الجزيرة نت، 1 يوليو 2009م
- تشكيلة صور لبعض مساجد ألمانيا. دويتشه فيله.